# Illa de Cortegada
Illa de Cortegada är en ö i Spanien.   Den ligger i provinsen Provincia de Pontevedra och regionen Galicien, i den nordvästra delen av landet, 500 km nordväst om huvudstaden Madrid. Arean är 0,59 kvadratkilometer.
Terrängen på Illa de Cortegada är mycket platt. Öns högsta punkt är 33 meter över havet. Den sträcker sig 0,9 kilometer i nord-sydlig riktning, och 1,0 kilometer i öst-västlig riktning.  Omgivningarna runt Illa de Cortegada är en mosaik av jordbruksmark och naturlig växtlighet.